# Lichtenštejnská soutěska

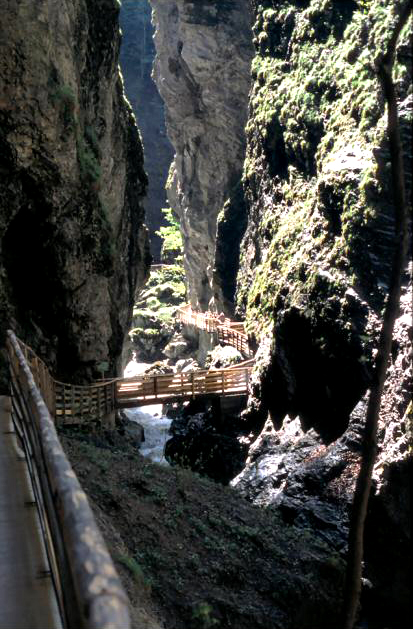
Lichtenštejnská soutěska

Lichtenštejnská soutěska (německy Liechtensteinklamm) je kaňon vzdálený jen několik kilometrů od St. Johann im Pongau v Salcbursku.

## Popis
Lichtenštejnská soutěska má délku asi 4 km, z toho je jen 1 kilometr přístupný návštěvníkům. Kaňon je hluboký až 300 metrů. V některým místech je jen několik metrů široký, lze si ho prohlédnout z dřevěných zabezpečených můstků. Na konci soutěsky je vodopád. V zimním období je soutěska uzavřená. Ročně ji navštíví přes sto tisíc návštěvníků.

## Historie
Voda horské bystřiny Großarler Ache vytvořila za tisíciletí hloubkovou erozí dnešní Lichtenštejnskou soutěsku. V roce 1875 začali členové Pongauského alpského spolku s pracemi na schůdnosti kaňonu. Protože se nedostávalo peněz, hledali nějakého investora. Obrátili se na knížete Johanna II. z Liechtensteina (1840-1929) a ten daroval na výstavbu soutěsky 600 zlatých a práce mohly pokračovat. V roce 1876 práce na kaňonu skončily a jako milé poděkování knížeti kaňon pojmenovali jeho jménem.

## Pověst
Podle jedné pověsti ďábel spěchal dolů vodou Großarlem. To se mu ale nedařilo, tak plný vzteku a hněvu přeletěl strž a vrhl do ní vodu.